# Trichophycus pedum

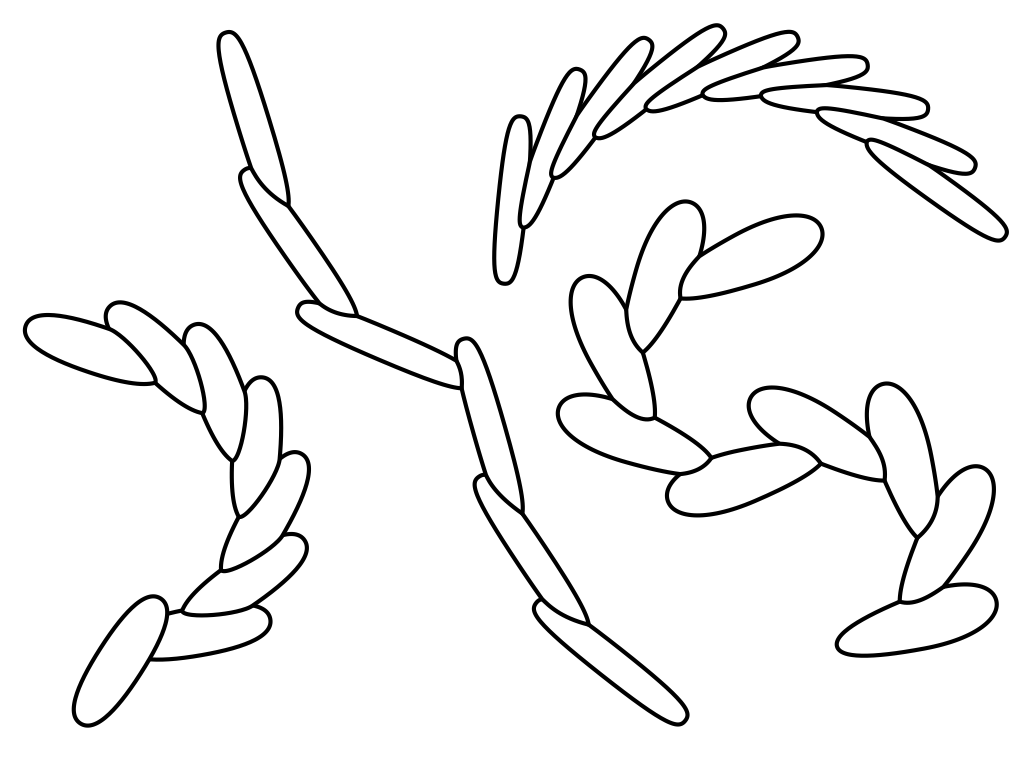
Treptichnus pedum

Trichophycus pedum är ett spårfossil som markerar början på den kambriska perioden. Några fossil av vad som antas ha varit det djur som lämnat spåren efter sig är ej funna.